# Santa María Puxmetacán
Santa María Puxmetacán är en ort i Mexiko.   Den ligger i kommunen San Juan Cotzocón och delstaten Oaxaca, i den sydöstra delen av landet, 400 km sydost om huvudstaden Mexico City. Santa María Puxmetacán ligger 396 meter över havet och antalet invånare är 1 380.
Terrängen runt Santa María Puxmetacán är kuperad åt sydväst, men åt nordost är den platt. Runt Santa María Puxmetacán är det glesbefolkat, med 20 invånare per kvadratkilometer. Santa María Puxmetacán är det största samhället i trakten. I omgivningarna runt Santa María Puxmetacán växer i huvudsak städsegrön lövskog.